# ميرينداد (تقسيم إداري)
ميرينداد (بالإسبانية: Merindad)‏ هو مصطلح من العصور الوسطى الإسبانية يشير إلى التقسيمات الإدارية للبلاد حيث تبدو أصغر من الإقليم وأكبر من البلدة. وهي بشكل تقريبي أشبه بالمحافظة -تقسيم إداري غربي- في اللغة الإنجليزية. ويطلق على الموظف المسئول لقب المارينو، وهو الاسم الذي يُعتقد أنه ذو صلة بفصيلة الأغنام التي تحمل نفس الاسم. واستخدم هذا المصطلح قديمًا في مملكتي قشتالة ونافارا. وتزامنًا مع نشأة قشتالة، كانت ميرينداديس محافظة برغش جزءًا من إنشاء التقسيم الإداري من قبل الملك بيدرو الأول ملك قشتالة، والتي لا زالت تستخدمه حتى الآن. وفي الوقت الحالي، تحتفظ منطقة نافارا بلفظ ميرينداد كمصطلحًا يشير إلى التقسيمات التاريخية، وفي شمال مقاطعة برغش تمسى ميرينداديس. وعلى الصعيد الإداري، فإنه قد تم استبدالها في العديد من الأماكن من قبل جهة قضائية. وفي مقاطعة بيسكاي، لا زالت الدوائر المحلية تحتفظ بأماكن التقسيمات الإدارية القديمة المعروفة باسم ميرينداديس مثل دورانجيسادو.